# Pierre Bochaton

a Compétitions nationales et continentales officielles uniquement.

b Matchs officiels uniquement.
Dernière mise à jour le 19 juillet 2025.
Pierre Bochaton, né le 17 avril 2001 à Lyon (Rhône), est un joueur international français de rugby à XV évoluant au poste de troisième ligne aile à l'Union Bordeaux Bègles.
Il remporte la Champions Cup en 2025 avec l'Union Bordeaux Bègles.

## Biographie
Pierre Bochaton naît le 17 avril 2001 à Lyon,. Il commence la pratique du rugby à XV en 2010 au Rugby Trevoux Chatillon. En 2014, il intègre l'Union sportive bressane Pays de l'Ain, avec laquelle il joue en Fédérale 1.
Arrivée à l'Union Bordeaux Bègles au début de la saison 2021-2022, il signe mi 2022 un prolongement de son contrat jusqu'en 2025.
Le 28 juin 2024, il est remplaçant en finale du Top 14 face au Stade toulousain. Les Bordelais ne parviennent pas à inquiéter les Toulousains et s'inclinent sur le large score de 59 à 3.
Lors de l'automne 2024, il est convoqué pour la première fois en équipe de France afin de préparer les test matchs de fin d'année mais doit finalement déclarer forfait. Le 24 mai 2025, il est remplaçant en finale de la Champions Cup au Millennium Stadium de Cardiff face aux Northampton Saints et entre à la 53e minute à la place d'Adam Coleman. Les Bordelo-Bèglais s'imposent 28 à 20 face aux Anglais et remportent ainsi le premier titre de l'histoire du club.
Lors de l'été 2025, il est retenu pour la tournée du XV de France en Nouvelle-Zélande. Le 12 juillet, il honore officiellement sa première sélection face aux All Blacks lors du deuxième match de la tournée à Wellington.

## Statistiques en équipe nationale
Au 19 juillet 2025, Pierre Bochaton compte 2 capes en équipe de France, dont 1 en tant que titulaire, depuis le 12 juillet 2025 contre la Nouvelle-Zélande.
| Année | Compétition | Matchs | Points | Essais |
| ----- | ----------- | ------ | ------ | ------ |
| 2025  | Test matchs | 2      | 0      | 0      |
| Total | Total       | 2      | 0      | 0      |

## Palmarès
- Finaliste du Championnat de France en 2024 et 2025 avec l'Union Bordeaux Bègles.
- Vainqueur de la Champions Cup en 2025 avec l'Union Bordeaux Bègles.